# Osborne Mine Airport
Osborne Mine Airport är en flygplats i Australien. Den ligger i kommunen Cloncurry och delstaten Queensland, omkring 1 400 kilometer nordväst om delstatshuvudstaden Brisbane.
Trakten runt Osborne Mine Airport är nära nog obefolkad, med mindre än två invånare per kvadratkilometer.. Det finns inga samhällen i närheten.
Omgivningarna runt Osborne Mine Airport är i huvudsak ett öppet busklandskap. Genomsnittlig årsnederbörd är 267 millimeter. Den regnigaste månaden är februari, med i genomsnitt 82 mm nederbörd, och den torraste är augusti, med 1 mm nederbörd.